# Walerij Gazzajew
Walerij Gieorgiewicz Gazzajew (ros. Валерий Георгиевич Газзаев, oset. Гæззаты Георгийы фырт Валери, ur. 7 sierpnia 1954 w Ordżonikidze, ob. Władykaukaz) – radziecki piłkarz występujący na pozycji napastnika, oraz trener piłkarski pochodzenia osetyjskiego. 
Jako zawodnik grał m.in. w Lokomotiwie Moskwa i Dynamie Moskwa oraz w młodzieżowej reprezentacji ZSRR, z którą dwukrotnie zdobył tytuł mistrza Europy. Po zakończeniu kariery piłkarskiej pracował jako trener na przemian w Dynamie Moskwa i Spartaku-Ałanii Władykaukaz. Z tym drugim klubem wywalczył w 1995 mistrzostwo kraju. Od 2002 do 2003 był selekcjonerem reprezentacji Rosji; podał się do dymisji po porażkach z Albanią i Gruzją w połowie eliminacji do Euro 2004. Największe sukcesy odniósł po rozstaniu z kadrą, kiedy został trenerem CSKA Moskwa. Po zdobyciu wszystkich najważniejszych trofeów krajowych, w 2005 doprowadził ten klub do zwycięstwa w Pucharze UEFA.

## Kariera piłkarska
Był napastnikiem m.in. Spartaku Ordżonikidze, Lokomotiwu Moskwa i Dynama Moskwa, z którym w 1984 zdobył Puchar Związku Radzieckiego. W ciągu całej piłkarskiej kariery w Wyższej Lidze rozegrał 283 mecze i strzelił 89 goli.
W reprezentacji ZSRR wystąpił w 8 meczach, w których strzelił 4 gole. Z drużynami młodzieżowymi wywalczył mistrzostwo Europy w 1976 (U-21) i 1980 (U-23). Ponadto brał udział w Igrzyskach Olimpijskich 1980 w Moskwie, gdzie piłkarze ZSRR zdobyli brązowy medal.
Piłkarską karierę zakończył w 1986, w wieku 32 lat.

## Kariera szkoleniowa
W 1987 został szkoleniowcem drużyny juniorów w Dynamie Moskwa. Dwa lata później rozpoczął pracę w charakterze trenera pierwszego zespołu w Spartaku Ordżonikidze, z którym w 1990 awansował do radzieckiej ekstraklasy. Po krótkiej przygodzie z Dynamem Moskwa, w 1994 powrócił do Spartaka (który zmienił nazwę na Ałania Władykaukaz) i pracował w tym klubie przez sześć lat. Już w pierwszym sezonie (1995) doprowadził go do pierwszego w historii tytułu mistrza Rosji. Rok później Ałania zajęła w lidze drugie miejsce.
Później przez półtora roku ponownie prowadził Dynamo, ale w tym czasie zdołał jedynie awansować do finału Pucharu Rosji. W 2002 rozpoczął przygodę z lokalnym rywalem Dynama CSKA Moskwa, z którym w kolejnym sezonie zdobył mistrzostwo kraju. Jednocześnie był selekcjonerem reprezentacji młodzieżowej.
Po Mundialu 2002 zastąpił Olega Romancewa na stanowisku trenera kadry A. Rosjanie efektownie rozpoczęli eliminacje do Euro 2004 od wygranych 4:2 z Irlandią i 4:1 z Albanią, jednak na przełomie marca i czerwca 2003 w trzech meczach zdobyli tylko jeden punkt; odnieśli dwie porażki ze znaczniej niżej rozstawionymi rywalami (1:3 z Albanią i 0:1 z Gruzją) oraz remis 2:2 ze Szwajcarią. Gazzajewowi zarzucano zbyt radykalne odmłodzenie zespołu. W sierpniu po przegranej w meczu towarzyskim z Izraelem podał się do dymisji. Był selekcjonerem dokładnie przez rok, w ciągu którego reprezentacja rozegrała dziewięć meczów (4 zwycięstwa – 2 remisy – 3 porażki).
W 2004 ponownie został trenerem CSKA Moskwa. W ciągu dwu sezonów zespół zdobył wszystkie najważniejsze trofea krajowe (mistrzostwo i Puchar Rosji w 2005 oraz Superpuchar Rosji w 2004), a wkrótce – po zwycięstwie 3:1 nad Sportingiem – sięgnął po Puchar UEFA. Gazzajew wprowadził do zespołu wielu młodych piłkarzy, nierzadko nastolatków (bramkarz Igor Akinfiejew miał 19 lat, kiedy wygrał Puchar UEFA, obrońcy – bracia Aleksiej i Wasilij Bieriezuccy 24 lata), którzy niedługo potem stali się filarami drużyny narodowej. Z bardziej doświadczonych piłkarzy w CSKA ważną rolę odgrywają jedynie obrońca Siergiej Ignaszewicz i pomocnik Rołan Gusiew. O sile ataku decydują młodzi Brazylijczycy – Vágner Love, Daniel Carvalho, Jô i Dudu Cearense. 5 grudnia 2008 ogłosił swoją rezygnację z pracy w moskiewskim klubie.
Do pracy szkoleniowej powrócił w maju 2009 – zastąpił swojego rodaka Jurija Siomina w Dynamie Kijów. 1 października 2010 roku po serii niedanych meczów podał się do dymisji

## Sukcesy szkoleniowe

### Ałanija Władykaukaz
- mistrzostwo Rosji: 1995
- wicemistrzostwo Rosji: 1996

### Dynamem Moskwa
- finał Pucharu Rosji: 1999

### CSKA Moskwa
- mistrzostwo Rosji: 2003, 2005, 2006
- wicemistrzostwo Rosji: 2004
- Puchar Rosji: 2002, 2005
- Superpuchar Rosji: 2004
- Puchar UEFA: 2005

### Dynamem Kijów
- Superpuchar Ukrainy: 2009